# شهرداری آگلونا
شهرداری آگلونا (به لاتین: Aglona Municipality) یک شهرداری در کشور لتونی است.

## خصوصیات
شهرداری آگلونا ۴٬۵۶۱ نفر جمعیت دارد.